# オークランド記念日
オークランド記念日（オークランドきねんび、英: Auckland Anniversary Day）は、ニュージーランド北島の北部地域における記念日であり祝日である。初代ニュージーランド総督ウィリアム・ホブソン（William Hobson）が1940年にニュージーランドへ上陸したことを記念してできた祝日である。元来の記念日は1月29日であるが、現在ではこの日付に最も近い月曜日か金曜日が祝日の該当日となる移動祝日となっている。ニュージーランドの他の都市・地域ではそれぞれの地にヨーロッパ人入植者（パケハ）が到来した日を記念して同様の記念日が制定されていることが多い。
ヨーロッパ人による開拓初期にはこの記念日は重んじられ、早いうちからワイテマタ湾でのレガッタが主な行事となった。

## 主な該当地域
- ニュージーランド 北島
  - ノースランド地方
  - オークランド
  - ワイカト地方
  - ギズボーン地方
  - ベイ・オブ・プレンティ地方